# Weber (Grillprodukte)
Weber Inc. (vormals Weber-Stephen Products LLC) ist ein börsennotierter US-amerikanischer Hersteller von Gas-, Kohle- und Elektrogrills mit Sitz in Palatine im Bundesstaat Illinois. Angeboten werden unter anderem Kugelgrills, Barbecue-Smoker, „Outdoor-Küchen“ sowie verschiedenes Zubehör. Das Unternehmen vertreibt seine Produkte meist unter der Marke Weber in über dreißig Ländern.

## Geschichte

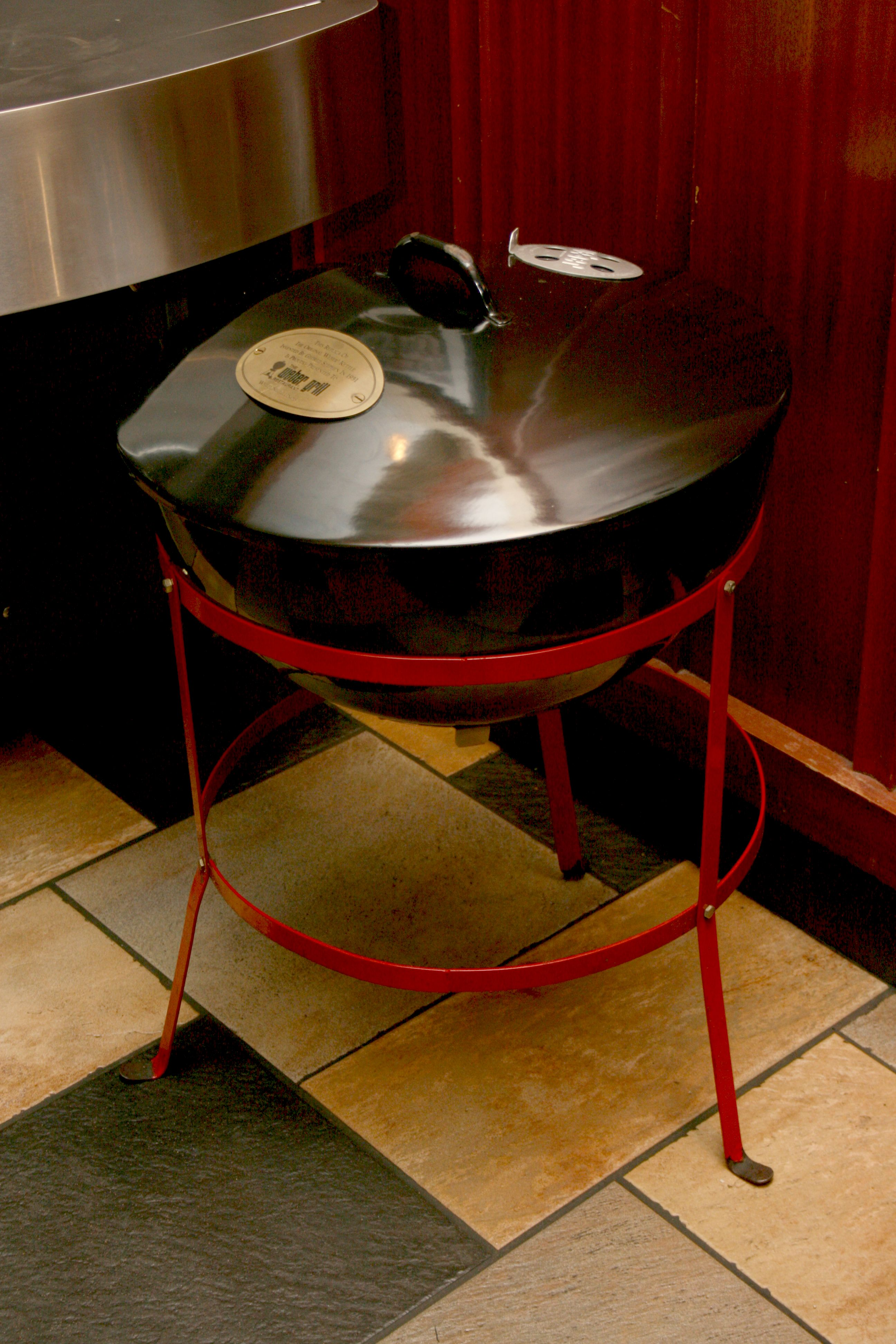
Nachbildung des ersten Kugelgrills von Weber.

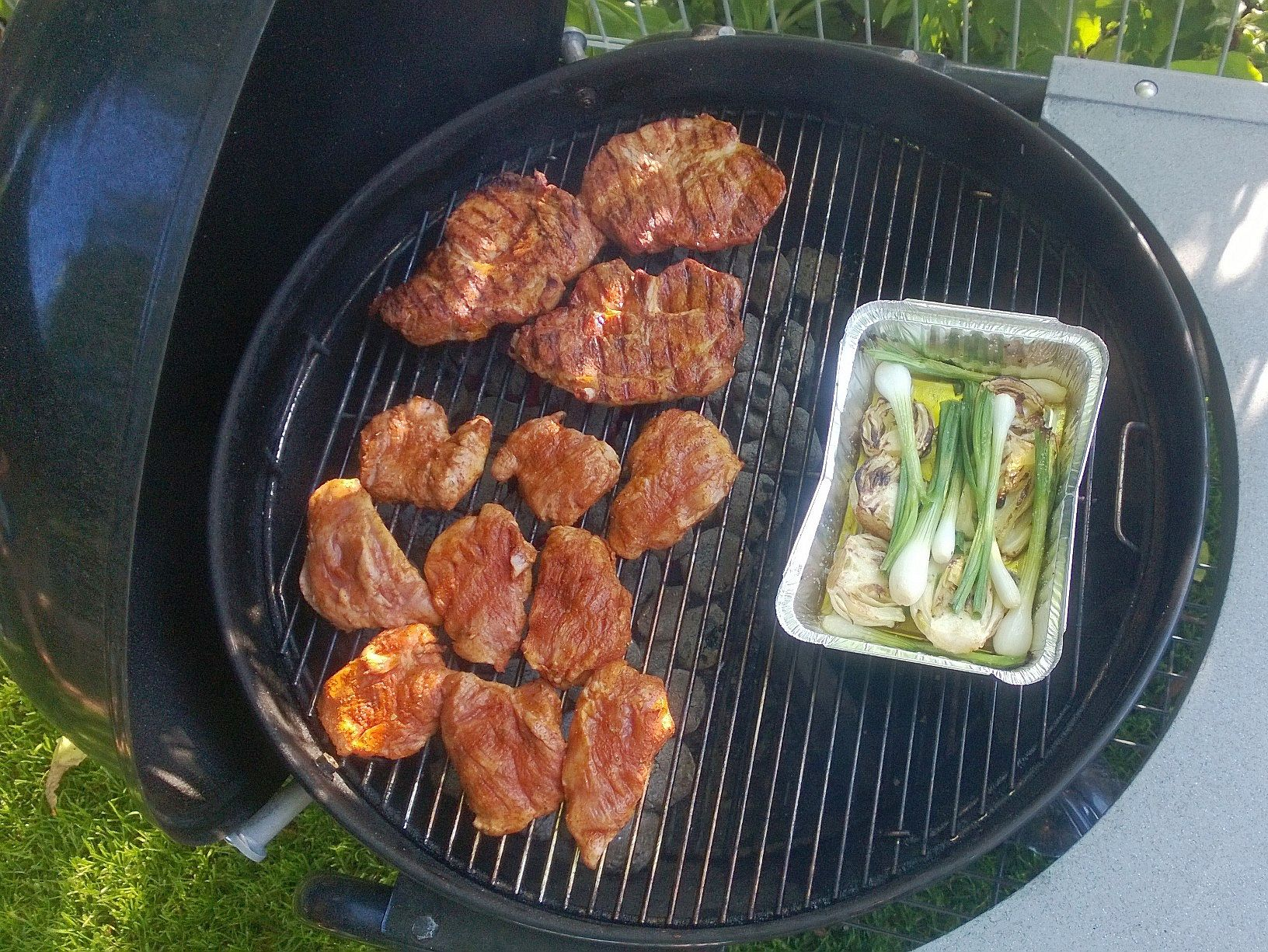
Grillgut auf typischem Kugelgrill von Weber (hier: Weber OneTouch Platinum 22,5")

Im Jahr 1952 erfand George A. Stephen den ersten Kugelgrill, indem er die Unterseiten zweier Bojen zu einem Grill mit Deckel umfunktionierte. Damals arbeitete er in der Firma seines Vaters, den Weber Brothers Metal Works, die am 8. Mai 1893 gegründet worden waren. Bis zur Erfindung und Etablierung des Kugelgrills waren in Nordamerika hauptsächlich Grills aus Ziegelstein üblich, die fest installiert waren. Der mobile Kugelgrill bot zusätzlich die Möglichkeit des indirekten Grillens.
Weil der Grill sich erfolgreich verkaufte, gründete Stephen die „Grillabteilung“ im Unternehmen. In den späten 1950er Jahren zahlte Stephen die Weber Brothers aus und wurde Eigentümer. Bald darauf änderte er den Firmennamen in Weber-Stephen Products Co. um. In dieser Zeit konzentrierte er sich auf die Produktion und den Verkauf der „Weber Kettle-Grills“.
Im Juli 1999 wurde die Weber-Stephen Deutschland GmbH als Tochtergesellschaft des amerikanischen Mutterkonzerns gegründet. Weitere Firmenniederlassungen gibt es in der Schweiz, Österreich, der Türkei, Ungarn, Polen und Russland, Australien, Hongkong und Mexiko.
Im März 2004 kaufte Weber den Konkurrenten Ducane, der sich auf die Produktion von Gasgrills spezialisiert hatte. Weber gab an, die Produktion der Ducane-Grills in Barnwell weiterführen zu wollen; sie wurde letztendlich jedoch nach China ausgelagert.

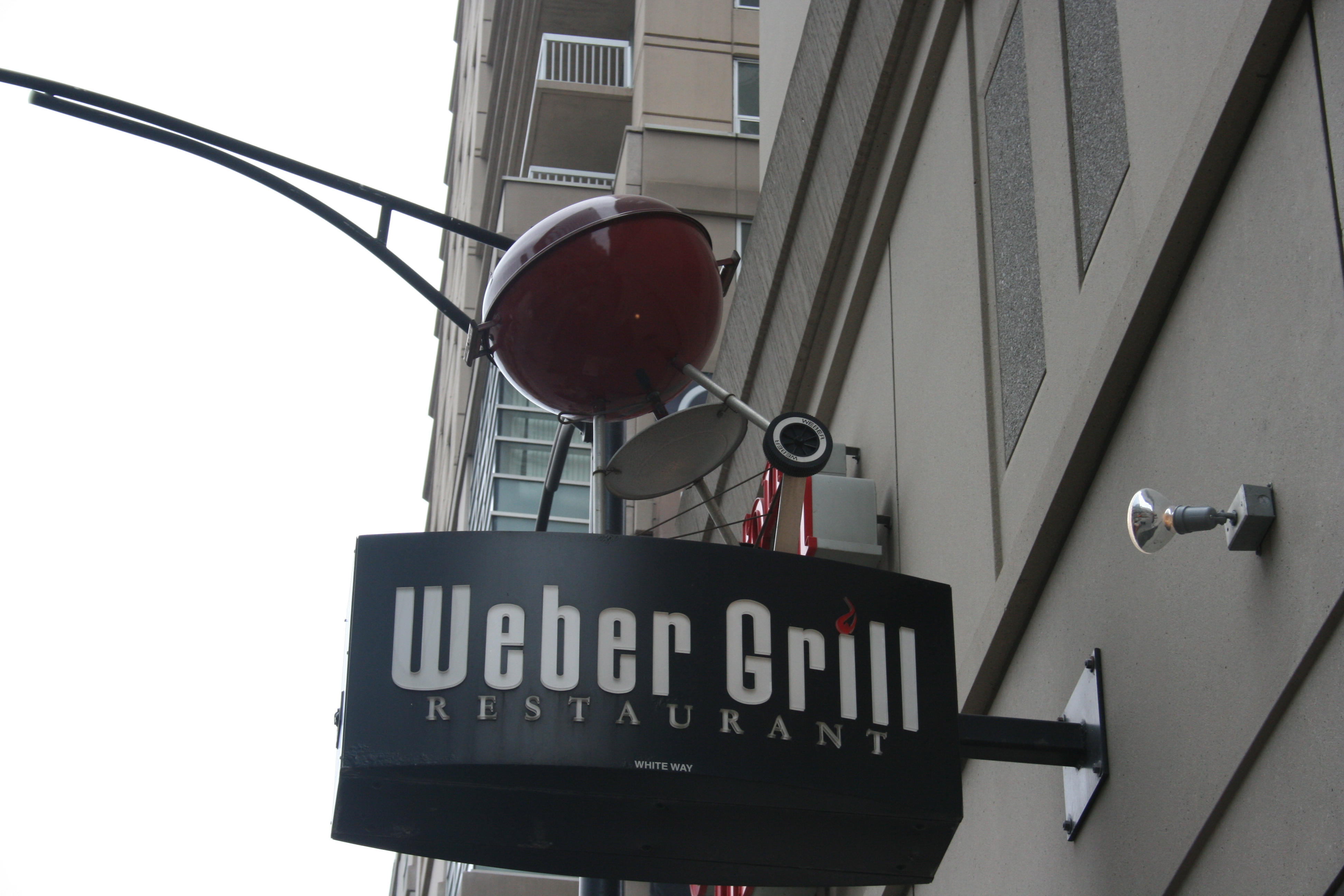
Logo des Weber-Restaurants in Chicago

Im Jahr 1989 eröffnete das Unternehmen in Wheeling ein Restaurant mit dem Titel „Weber Restaurant“. Im Laufe der weiteren Jahre folgten weitere Restaurants mit demselben Konzept: 1999 in Lombard, 2002 in Chicago, 2005 in Schaumburg und 2007 in Indianapolis.
Im Jahr 2010 verkaufte die Eigentümerfamilie die Mehrheit der Anteile an das Unternehmen BDT Capital Partners. Seit August 2021 ist Weber an der New York Stock Exchange notiert. Mit dem Börsengang konnte Weber 250 Millionen Dollar frisches Kapital einsammeln.

## Aktivitäten im deutschsprachigen Raum

### Deutschland
Die Weber-Stephen Deutschland GmbH wurde 1999 als Tochtergesellschaft in Ingelheim am Rhein gegründet. Das Unternehmen vertreibt seine Produkte unter dem Markennamen Weber Grill. Neben Gas-, Holzkohle- und Elektrogrills umfasst die Produktpalette auch Smoker-Grills, Outdoor-Küchen, To-go-Grills und eine große Auswahl an Zubehör. Außerdem gibt das Unternehmen Grillbücher heraus, die in Zusammenarbeit mit dem amerikanischen Koch Jamie Purviance entstanden und von Gräfe und Unzer verlegt werden.
Seit 2010 bietet das Unternehmen auch hauseigene Grillkurse an, im Jahr 2014 an insgesamt 19 deutschen Standorten. Unter Anleitung von sogenannten Weber-Grillmeistern bereiten Teilnehmer unterschiedliche Gerichte auf verschiedenen Holzkohle-, Gas- und Elektrogrills zu. Im Jahr 2013 besuchten rund 30.000 Menschen eine der Grillakademien.
Im Mai 2014 eröffnete das Unternehmen in Berlin ein eigenes Geschäft.
2007 bis 2014 war das Unternehmen Sponsor des Fußballbundesligisten 1. FSV Mainz 05. Zur Saison 2013/14 wurde das Fußball-Sponsoring auf den SC Freiburg und Bayer 04 Leverkusen erweitert.

### Österreich
Die 2002 gegründete Weber-Stephen Österreich GmbH sitzt in Wels. Im Juni 2016 eröffnet das Unternehmen ein eigenes Geschäft im oberösterreichischen Marchtrenk. Weitere Geschäfte existieren in Salzburg, Wien und Graz.